# Lista de prêmios e indicações recebidos por Harry Styles
O cantor e compositor britânico Harry Styles recebeu 88 prêmios e 140 indicações. Pelo seu primeiro álbum de estúdio Harry Styles (2017), ele recebeu um Brit Award e um ARIA Award. Seu segundo álbum Fine Line  (2019) rendeu-lhe um American Music Award e três indicações ao Grammy. Ele fez sua estreia no cinema no filme de Christopher Nolan, Dunkirk (2017), pelo qual recebeu duas indicações ao Critics' Choice Movie Awards e ao Washington D.C. Area Film Critics Association Awards, ao lado do resto do elenco. Com o seu terceiro álbum de estúdio, Harry´s House (2022), Harry conquistou diversos prêmios, entre eles o de Álbum do Ano, no Grammy.

## American Music Awards
O American Music Awards, (AMA) é uma premiação anual da música norte-americana, criada por Dick Clark em 1973 para a ABC quando o contrato da rede para apresentar o Grammy Awards encerrou. Ao contrário dos Grammys, que são atribuídos com base nos votos dos membros da Recording Academy, os AMAs são determinados por uma votação do público. Ele foi indicado para um prêmio.
| Ano  | Trabalho     | Categoria                    | Resultado | Ref.  |
| ---- | ------------ | ---------------------------- | --------- | ----- |
| 2020 | Fine Line    | Álbum Pop/Rock Favorito      | Venceu    | [ 1 ] |
| 2022 | Harry Styles | Melhor Artista Pop Masculino | Venceu    | [ 2 ] |
| 2022 | As It Was    | Melhor Música Pop            | Venceu    | [ 2 ] |

## ARIA Music Awards
O Australian Recording Industry Association Music Awards (ARIA Awards), estabelecido em 1987, é uma cerimônia anual de premiação que reconhece as conquistas na música australiana. Styles ganhou dois prêmios.
| Ano  | Trabalho                     | Categoria                          | Resultado | Ref.  |
| ---- | ---------------------------- | ---------------------------------- | --------- | ----- |
| 2017 | Harry Styles - Harry Styles  | Melhor Artista Internacional       | Venceu    | [ 4 ] |
| 2020 | Harry Styles - Fine Line     | Melhor Artista Internacional       | Venceu    | [ 5 ] |
| 2022 | Harry Styles - Harry's House | Artista Internacional mais Popular | Venceu    | [ 6 ] |

## BBC Music Awards
O BBC Music Awards é concedido anualmente em dezembro para celebrar as conquistas da música pop nos últimos 12 meses. Styles foi indicado para um prêmio.
| Ano  | Trabalho     | Categoria      | Resultado | Ref.  |
| ---- | ------------ | -------------- | --------- | ----- |
| 2017 | Harry Styles | Artista do Ano | Indicado  | [ 8 ] |

## Billboard Music Awards
O Billboard Music Awards é uma honra dada pela Billboard, revista que cobre a indústria da música. A cerimônia do Billboard Music Awards foi realizado anualmente em dezembro até ficar inativo em 2007, mas voltou em maio de 2011. Styles ganhou um prêmio.
| Ano  | Trabalho     | Categoria                          | Resultado | Ref.  |
| ---- | ------------ | ---------------------------------- | --------- | ----- |
| 2020 | Harry Styles | Prêmio Billboard Chart Achievement | Venceu    | [ 9 ] |

## BMI London Awards
O BMI London Awards é uma premiação anual apresentada pelo Broadcast Music, Inc. para homenagear os compositores britânicos e europeus das canções mais tocadas do ano no rádio e na televisão norte-americana. Styles has won four awards.
| Ano  | Trabalho            | Categoria  | Resultado | Ref.   |
| ---- | ------------------- | ---------- | --------- | ------ |
| 2014 | "Story of My Life"  | Prêmio Pop | Venceu    | [ 11 ] |
| 2016 | "Perfect"           | Prêmio Pop | Venceu    | [ 12 ] |
| 2016 | "Night Changes"     | Prêmio Pop | Venceu    | [ 12 ] |
| 2018 | "Sign of the Times" | Prêmio Pop | Venceu    | [ 13 ] |

## BreakTudo Awards
BreakTudo Awards é uma premiação anual brasileira que homenageia as maiores conquistas do ano na música, cinema, televisão e cultura pop. Styles ganhou um prêmio de quatro indicações.
| Ano  | Trabalho                   | Categoria                       | Resultado | Ref.   |
| ---- | -------------------------- | ------------------------------- | --------- | ------ |
| 2018 | Harry Styles: Live on Tour | Turnê de Verão                  | Indicado  | [ 15 ] |
| 2020 | Harry Styles               | Artista Masculino Internacional | Venceu    | [ 15 ] |
| 2020 | Fine Line                  | Álbum do Ano                    | Indicado  | [ 15 ] |
| 2020 | "Watermelon Sugar"         | Videoclipe Internacional        | Indicado  | [ 15 ] |
| 2021 | Harry Styles               | Artista Masculino Internacional | Venceu    |        |
| 2022 | Harry Styles               | Artista Masculino Internacional | Venceu    |        |

## British LGBT Awards
O British LGBT Awards é uma premiação britânica que visa reconhecer indivíduos e organizações que demonstram comportamento "excepcional" com a comunidade LGBT. Styles foi indicado para um prêmio.
| Ano  | Trabalho     | Categoria     | Resultado | Ref.   |
| ---- | ------------ | ------------- | --------- | ------ |
| 2018 | Harry Styles | Aliado do Ano | Indicado  | [ 16 ] |

## Brit Awards
Os Brit Awards é uma premiação destinada a música pop. Concedido pela British Phonographic Industry (BPI), é apresentado anualmente desde 1977. Styles ganhou um prêmio.
| Ano  | Trabalho            | Categoria                         | Resultado | Ref.   |
| ---- | ------------------- | --------------------------------- | --------- | ------ |
| 2018 | "Sign of the Times" | Clipe de Artista Britânico do Ano | Venceu    | [ 18 ] |
| 2020 | Fine Line           | Álbum Britânico do Ano            | Indicado  | [ 19 ] |
| 2020 | Harry Styles        | Artista Solo Britânico            | Indicado  | [ 19 ] |
| 2021 | Watermelon Sugar    | Single Britânico do Ano           | Venceu    | [ 20 ] |
| 2023 | Harry Styles        | Artista Britânico do Ano          | Venceu    | [ 21 ] |
| 2023 | As It Was           | Música Britânica do Ano           | Venceu    | [ 21 ] |
| 2023 | Harry Styles        | Melhor Ato Pop/R&B                | Venceu    | [ 21 ] |
| 2023 | Harry's House       | Álbum Britânico do Ano            | Venceu    | [ 21 ] |

## Critics' Choice Movie Awards
O Critics' Choice Movie Awards é uma premiação anual fundada em 1995 pela Broadcast Film Critics Association para homenagear realizações notáveis na indústria cinematográfica. Styles foi indicado para um prêmio.
| Ano  | Trabalho | Categoria                  | Resultado | Ref.   |
| ---- | -------- | -------------------------- | --------- | ------ |
| 2017 | Dunkirk  | Melhor Conjunto de Atuação | Indicado  | [ 23 ] |

## The Fashion Awards
O Fashion Awards (antigo British Fashion Awards) estreou em 1989 e é realizado anualmente para reconhecer contribuições importantes para a indústria da moda por indivíduos e empresas. Styles ganhou um prêmio.
| Ano  | Trabalho     | Categoria               | Resultado | Ref.   |
| ---- | ------------ | ----------------------- | --------- | ------ |
| 2013 | Harry Styles | Prêmio Estilo Britânico | Venceu    | [ 25 ] |

## GAFFA Awards
O GAFFA Awards (em dinamarquês: GAFFA Prisen) é um prêmio fundado em 1991 pela revista de música dinamarquesa Gaffa. Styles has been nominated for two awards.
| Ano  | Trabalho         | Categoria                         | Resultado | Ref.   |
| ---- | ---------------- | --------------------------------- | --------- | ------ |
| 2018 | Harry Styles     | Álbum Internacional do Ano        | Indicado  | [ 27 ] |
| 2018 | Harry Styles     | Artista Solo Internacional do Ano | Indicado  | [ 27 ] |
| 2021 | Watermelon Sugar | Sucesso Internacional do Ano      | Venceu    | [ 28 ] |
| 2023 | Harry´s House    | Lançamento Internacional do Ano   | Venceu    | [ 29 ] |
| 2023 | As It Was        | Sucesso Internacional do Ano      | Venceu    | [ 29 ] |
| 2023 | Harry Styles     | Artista Solo Internacional do Ano | Venceu    | [ 29 ] |

## Global Awards
O Global Awards é realizado pela Global e recompensa a música tocada em estações de rádio britânicas, incluindo Capital, Heart, Classic FM, Smooth, Radio X, LBC e Gold, com categorias para canções, artistas, programas e notícias veiculadas em cada estação. Styles foi indicado a dois prêmios e ganhou um.
| Ano  | Trabalho           | Categoria                | Resultado | Ref.   |
| ---- | ------------------ | ------------------------ | --------- | ------ |
| 2020 | Harry Styles       | Melhor Artista Masculino | Indicado  | [ 30 ] |
| 2020 | "Lights Up"        | Melhor Canção            | Venceu    | [ 30 ] |
| 2021 | Harry Styles       | Melhor Artista Masculino | Venceu    | [ 31 ] |
| 2023 | Harry Styles       | Melhor Artista Masculino | Venceu    | [ 32 ] |
| 2023 | Harry Styles       | Melhor Ato Britânico     | Venceu    | [ 32 ] |
| 2023 | Late Night Talking | Melhor Música            | Indicado  | [ 32 ] |
| 2023 | As It Was          | Melhor Música            | Venceu    | [ 32 ] |

## Grammy Awards
| Ano  | Trabalho           | Categoria                                      | Resultado | Ref.   |
| ---- | ------------------ | ---------------------------------------------- | --------- | ------ |
| 2021 | Fine Line          | Melhor Álbum Pop                               | Indicado  | [ 33 ] |
| 2021 | "Watermelon Sugar" | Melhor Performance Pop Solo                    | Venceu    | [ 33 ] |
| 2021 | "Adore You"        | Melhor Videoclipe                              | Indicado  | [ 33 ] |
| 2023 | “Harry's House”    | Melhor engenharia de som em álbum não-clássico | Venceu    | [ 34 ] |
| 2023 | “Harry's House”    | Melhor álbum pop vocal                         | Venceu    | [ 34 ] |
| 2023 | “As It Was”        | Melhor performance solo pop                    | Indicado  | [ 34 ] |
| 2023 | “Harry's House”    | álbum do Ano                                   | Venceu    | [ 34 ] |
| 2023 | “As It Was”        | Música do Ano                                  | Indicado  | [ 34 ] |
| 2023 | “As It Was”        | Gravação do Ano                                | Indicado  | [ 34 ] |

## iHeartRadio Music Awards
O IHeartRadio Music Awards é uma premiação anual de música fundada pela IHeartRadio em 2014. Styles ganhou três prêmios em quatro indicações.
| Ano  | Trabalho               | Categoria               | Resultado | Ref.   |
| ---- | ---------------------- | ----------------------- | --------- | ------ |
| 2018 | "The Chain"            | Melhor Canção Cover     | Venceu    | [ 36 ] |
| 2018 | "Sign of the Times"    | Melhor Videoclipe       | Venceu    | [ 36 ] |
| 2018 | Harry Styles           | Melhor Solo             | Indicado  | [ 36 ] |
| 2019 | "You're Still the One" | Melhor Canção Cover     | Venceu    | [ 37 ] |
| 2021 | "Juice"                | Melhor Canção Cover     | Venceu    | [ 38 ] |
| 2021 | "Adore You"            | Melhor Letra            | Venceu    | [ 38 ] |
| 2022 | Love On Tour           | Melhor Tour             | Venceu    |        |
| 2023 | As It Was              | Música do Ano           | Indicado  | [ 39 ] |
| 2023 | As It Was              | Melhor Videoclipe       | Indicado  | [ 39 ] |
| 2023 | As It Was              | Hit do Tik Tok          | Indicado  | [ 39 ] |
| 2023 | Harry Styles           | Artista do Ano          | Venceu    | [ 39 ] |
| 2023 | Love On Tour           | Estilo de Tour Favorito | Venceu    | [ 39 ] |
| 2023 | Love On Tour           | Residência Favorito     | Venceu    | [ 39 ] |

## JIM Awards
O JIM Awards (em flamengo: De Jimmies) foi apresentado anualmente pelo canal a cabo belga JIM, que deixou de ser transmitido em 2015. Styles ganhou um prêmio de duas indicações.
| Ano  | Trabalho     | Categoria                  | Resultado | Ref.   |
| ---- | ------------ | -------------------------- | --------- | ------ |
| 2012 | Harry Styles | Beleza do Ano              | Indicado  | [ 40 ] |
| 2014 | Harry Styles | Masculino Mais Bem Vestido | Venceu    | [ 41 ] |

## Juno Awards
Os prêmios Juno são concedidos anualmente pela Academia Canadense de Artes e Ciências Fonográficas (Canadian Academy of Recording Arts and Sciences) para honrar a excelência de cantores e músicos canadenses. O prêmio é transmitido ao vivo na televisão desde 1970 e é usado como medidor de popularidade dos artistas, sendo considerado o Grammy canadense.
| Ano  | Trabalho      | Categoria                  | Resultado | Ref    |
| ---- | ------------- | -------------------------- | --------- | ------ |
| 2021 | Fine Line     | Álbum Internacional do Ano | Venceu    | [ 42 ] |
| 2023 | Harry's House | Álbum Internacional do Ano | Venceu    | [ 43 ] |

## LOS40 Music Awards
O LOS40 Music Awards é uma premiação criada em 2006 pela estação de rádio espanhola Los 40. Styles foi indicado para cinco prêmios.
| Ano  | Trabalho      | Categoria                         | Resultado | Ref.   |
| ---- | ------------- | --------------------------------- | --------- | ------ |
| 2017 | Harry Styles  | Álbum Internacional do Ano        | Indicado  | [ 44 ] |
| 2017 | Harry Styles  | Novo Artista Internacional do Ano | Indicado  | [ 44 ] |
| 2017 | Harry Styles  | Artista Lo+40                     | Indicado  | [ 44 ] |
| 2020 | Harry Styles  | Artista Internacional do Ano      | Indicado  | [ 45 ] |
| 2020 | Fine Line     | Álbum Internacional do Ano        | Indicado  | [ 45 ] |
| 2022 | Harry's House | Álbum Internacional do Ano        | Venceu    | [ 46 ] |
| 2022 | As It Was     | Melhor Música Internacional       | Indicado  | [ 46 ] |
| 2022 | As It Was     | Melhor Vídeo Internacional        | Indicado  | [ 46 ] |
| 2022 | Harry Styles  | Melhor Artista Internacional      | Indicado  | [ 46 ] |
| 2022 | Harry Styles  | Melhor Ato Ao Vivo                | Indicado  | [ 46 ] |

## Mercury Prize
O Mercury Prize, anteriormente chamado de Mercury Music Prize, é um prêmio anual de música concedido ao melhor álbum do Reino Unido e Irlanda. Todos os álbuns indicados ganham prêmio.
| Ano  | Trabalho      | Resultado | Ref    |
| ---- | ------------- | --------- | ------ |
| 2022 | Harry's House | Indicado  | [ 47 ] |

## Music Week Awards
O Music Week Awards foi lançado em 1987 pela Music Week, que é publicado pela Future plc no Reino Unido. Ele reconhece gravadoras, editoras, estações de rádio e marketing.
| Ano  | Trabalho                       | Categoria             | Resultado | Ref.   |
| ---- | ------------------------------ | --------------------- | --------- | ------ |
| 2020 | Harry Styles, Columbia Records | Campanha de Marketing | Venceu    | [ 49 ] |

## MTV Awards

### MTV Europe Music Awards
O MTV Europe Music Awards foi criado em 1994 pela MTV Europe para celebrar artistas populares e videoclipes na Europa.
| Ano  | Trabalho     | Categoria                           | Resultado | Ref.   |
| ---- | ------------ | ----------------------------------- | --------- | ------ |
| 2013 | Harry Styles | Melhor Visual                       | Venceu    | [ 51 ] |
| 2017 | Harry Styles | Melhor Visual                       | Indicado  | [ 52 ] |
| 2020 | Harry Styles | Melhor Artista                      | Indicado  | [ 53 ] |
| 2020 | Harry Styles | Melhor Pop                          | Indicado  | [ 53 ] |
| 2020 | Harry Styles | Melhor Ato do Reino Unido e Irlanda | Indicado  | [ 53 ] |
| 2022 | Harry Styles | Melhor Ato do Reino Unido e Irlanda | Venceu    | [ 54 ] |
| 2022 | Harry Styles | Best Live                           | Venceu    | [ 54 ] |

### MTV Italian Music Awards
O MTV Italian Music Awards foi criado em 2006 pela MTV Itália e é concedido a videoclipes e artistas populares na Itália. Styles foi indicado para um prêmio.
| Ano  | Trabalho     | Categoria     | Resultado | Ref.   |
| ---- | ------------ | ------------- | --------- | ------ |
| 2014 | Harry Styles | Melhor Visual | Indicado  | [ 55 ] |

### MTV Millennial Awards
O MTV Millennial Awards foi criado em 2013 pela MTV América Latina para homenagear o melhor da música latina na geração millennial. Styles ganhou um prêmio de duas indicações.
| Ano  | Trabalho     | Categoria                           | Resultado | Ref.   |
| ---- | ------------ | ----------------------------------- | --------- | ------ |
| 2013 | Harry Styles | Celebridade sem filtro no Instagram | Venceu    | [ 56 ] |
| 2014 | Harry Styles | Estrela global do Instagram         | Indicado  | [ 57 ] |
| 2021 | Golden       | Hit Global do Ano                   | Venceu    |        |

### MTV Millennial Awards Brazil
O MTV Millennial Awards Brasil é uma cerimônia anual brasileira organizada pela MTV. Styles recebeu duas indicações.
| Ano  | Trabalho           | Categoria      | Resultado | Ref.   |
| ---- | ------------------ | -------------- | --------- | ------ |
| 2020 | Harry Styles       | Fandom do Ano  | Indicado  | [ 58 ] |
| 2020 | "Watermelon Sugar" | Sucesso Global | Indicado  | [ 58 ] |

### MTV Video Music Awards
O MTV Video Music Awards foi criado em 1984 pela MTV para celebrar os melhores videoclipes do ano.
| Ano  | Trabalho                     | Categoria                | Resultado | Ref.   |
| ---- | ---------------------------- | ------------------------ | --------- | ------ |
| 2017 | "Sign of the Times"          | Melhor Vídeo Pop         | Indicado  | [ 59 ] |
| 2017 | "Sign of the Times"          | Melhores Efeitos Visuais | Indicado  | [ 59 ] |
| 2020 | "Adore You"                  | Melhor Direção           | Indicado  | [ 60 ] |
| 2020 | "Adore You"                  | Melhor Direção de Arte   | Indicado  | [ 60 ] |
| 2020 | "Adore You"                  | Melhores Efeitos Visuais | Indicado  | [ 60 ] |
| 2020 | "Watermelon Sugar"           | Canção do Verão          | Indicado  | [ 60 ] |
| 2021 | "Treat People With Kindness" | Melhor Coreografia       | Venceu    | [ 61 ] |
| 2022 | "As It Was"                  | Melhor Cinematografia    | Venceu    | [ 61 ] |
| 2022 | "As It Was"                  | Melhor Pop               | Venceu    | [ 61 ] |
| 2022 | Harry's House                | Álbum do Ano             | Venceu    | [ 61 ] |

## Myx Music Award
Os Myx Music Awards é apresentado anualmente pelo canal a cabo Myx para reconhecer a música popular nas Filipinas. Styles foi indicado para um prêmio.
| Ano  | Trabalho            | Categoria                  | Resultado | Ref.   |
| ---- | ------------------- | -------------------------- | --------- | ------ |
| 2018 | "Sign of the Times" | Vídeo Internacional do Ano | Indicado  | [ 62 ] |

## National Film Awards UK
O National Film Awards UK é uma cerimônia de premiação anual fundada em 2015 pelo Academia Nacional de Cinema. Styles foi indicado para dois prêmios.
| Ano  | Trabalho | Categoria                  | Resultado | Ref.   |
| ---- | -------- | -------------------------- | --------- | ------ |
| 2018 | Dunkirk  | Melhor Desempenho Inovador | Indicado  | [ 63 ] |
| 2018 | Dunkirk  | Melhor Novato              | Indicado  | [ 63 ] |

## Nickelodeon Kids' Choice Awards

### Nickelodeon Australian Kids' Choice Awards
| Ano  | Trabalho     | Categoria            | Resultado | Ref.   |
| ---- | ------------ | -------------------- | --------- | ------ |
| 2013 | Harry Styles | Aussies' Fave Hottie | Indicado  | [ 64 ] |
| 2014 | Harry Styles | Aussies' Fave Hottie | Venceu    | [ 65 ] |

### Nickelodeon Kids' Choice Awards
O Nickelodeon Kids' Choice Awards, também conhecido como KCAs, é uma premiação anual transmitida pela Nickelodeon, que homenageia os maiores atos de televisão, filme e música do ano, votados pelos telespectadores do canal. Styles foi indicado para um prêmio.
| Ano  | Trabalho     | Categoria                  | Resultado | Ref.   |
| ---- | ------------ | -------------------------- | --------- | ------ |
| 2018 | Harry Styles | Artista Revelação Favorito | Indicado  | [ 66 ] |
| 2023 | Harry Styles | Artista Masculino Favorito | Venceu    | [ 67 ] |
| 2023 | Harry Styles | Estrela Global da Música   | Venceu    | [ 67 ] |
| 2023 | As It Was    | Música Favorita            | Venceu    | [ 67 ] |

### Nickelodeon Mexico Kids' Choice Awards
| Ano  | Trabalho           | Categoria                               | Resultado | Ref.   |
| ---- | ------------------ | --------------------------------------- | --------- | ------ |
| 2017 | Harry Styles       | Artista ou Grupo Internacional Favorito | Indicado  | [ 68 ] |
| 2018 | Harry Styles       | Artista ou Grupo Internacional Favorito | Indicado  | [ 69 ] |
| 2020 | "Watermelon Sugar" | Sucesso Global                          | Indicado  | [ 70 ] |

### Meus Prêmios Nick
O Meus Prêmios Nick é uma premiação brasileira realizada anualmente, votada por jovens na internet.
| Ano  | Trabalho            | Categoria                      | Resultado | Ref.   |
| ---- | ------------------- | ------------------------------ | --------- | ------ |
| 2017 | "Sign of the Times" | Sucesso Internacional Favorito | Indicado  | [ 71 ] |
| 2017 | "Sign of the Times" | Vídeo Internacional Favorito   | Indicado  | [ 71 ] |
| 2018 | Harry Styles        | Artista Internacional Favorito | Indicado  | [ 72 ] |

## NME Awards
O NME Awards é uma premiação anual de música realizada pela revista NME. Styles ganhou dois prêmios de três indicações.
| Ano  | Trabalho     | Categoria    | Resultado | Ref.   |
| ---- | ------------ | ------------ | --------- | ------ |
| 2013 | Harry Styles | Vilão do Ano | Venceu    | [ 74 ] |
| 2014 | Harry Styles | Vilão do Ano | Venceu    | [ 75 ] |
| 2015 | Harry Styles | Vilão do Ano | Indicado  | [ 76 ] |

## NRJ Music Awards
O NRJ Music Award s é uma cerimônia de premiação francesa que reconhece anualmente realizações na música.
| Ano  | Trabalho         | Categoria                              | Resultado | Ref.   |
| ---- | ---------------- | -------------------------------------- | --------- | ------ |
| 2017 | Harry Styles     | Revelação Internacional do Ano         | Indicado  | [ 78 ] |
| 2020 | Harry Styles     | Artista Masculino Internacional do Ano | Indicado  | [ 79 ] |
| 2020 | Watermelon Sugar | Videoclipe do Ano                      | Indicado  | [ 79 ] |
| 2022 | As It Was        | Videoclipe Internacional do Ano        | Venceu    |        |
| 2022 | As It Was        | Música Internacional do Ano            | Venceu    |        |

## People's Choice Awards
O People's Choice Awards é uma premiação anual que reconhece as pessoas e o trabalho da cultura popular. Styles ganhou dois prêmios.
| Ano  | Trabalho     | Categoria                | Resultado | Ref    |
| ---- | ------------ | ------------------------ | --------- | ------ |
| 2018 | Harry Styles | Estrela de Estilo        | Venceu    | [ 81 ] |
| 2019 | Harry Styles | Estrela de Estilo        | Venceu    | [ 82 ] |
| 2022 | Harry Styles | Artista Masculino do Ano | Venceu    | [ 83 ] |

## Pollstar Awards
O Pollstar Awards é uma premiação anual que reconhece artistas e profissionais da indústria de shows. Styles foi indicado para três prêmios.
| Ano  | Trabalho                              | Categoria                                 | Resultado | Ref    |
| ---- | ------------------------------------- | ----------------------------------------- | --------- | ------ |
| 2018 | Harry Styles                          | Turnê Pop do Ano                          | Indicado  |        |
| 2018 | Harry Styles                          | Melhor Atração Principal                  | Indicado  |        |
| 2019 | Harry Styles: Live on Tour            | Melhor Turnê Pop                          | Indicado  |        |
| 2023 | Harry Styles, Madison Square Garden   | Residência do Ano                         | Venceu    | [ 84 ] |
| 2023 | Harry Styles: Love On Tour            | Grande Turnê do Ano                       | Venceu    | [ 84 ] |
| 2023 | Everytown for Gun Safety/Harry Styles | Parceria de marca/Campanha ao vivo do ano | Venceu    | [ 84 ] |
| 2023 | Harry Styles                          | Prêmio Per Cap                            | Venceu    | [ 84 ] |

## Rockbjörnen
Rockbjörnen (em sueco: The Rock Bear) é um prêmio de música sueco concedido anualmente desse 1979 pelo jornal de Estocolmo Aftonbladet. Styles foi indicado para três prêmios.
| Ano  | Trabalho                   | Categoria                 | Resultado | Ref |
| ---- | -------------------------- | ------------------------- | --------- | --- |
| 2017 | "Sign Of The Times"        | Música Estrangeira do Ano | Indicado  |     |
| 2018 | Harry Styles: Live on Tour | Turnê do Ano              | Indicado  |     |
| 2020 | "Adore You"                | Canção Estrangeira do Ano | Indicado  |     |

## Silver Clef Awards
O Silver Clef Awards é uma cerimônia anual de premiação musical do reino unido estabelecida em 1976. Styles ganhou um prêmio.
| Ano  | Trabalho     | Categoria   | Resultado | Ref |
| ---- | ------------ | ----------- | --------- | --- |
| 2018 | Harry Styles | Melhor Show | Venceu    |     |

## Teen Choice Awards
O Teen Choice Awards é uma premiação anual que celebra as maiores conquistas na música, cinema, esportes e televisão, voltadas para jovens entre 12 e 18 anos. Styles ganhou 9 prêmios de 14 indicações.
| Ano  | Trabalho                   | Categoria                  | Resultado | Ref    |
| ---- | -------------------------- | -------------------------- | --------- | ------ |
| 2013 | Harry Styles               | Sorriso Escolhido          | Venceu    | [ 85 ] |
| 2013 | Harry Styles               | Beleza Masculina           | Venceu    | [ 85 ] |
| 2014 | Harry Styles               | Sorriso Escolhido          | Venceu    | [ 86 ] |
| 2016 | Harry Styles               | Beleza Masculina           | Venceu    | [ 87 ] |
| 2017 | Dunkirk                    | Melhor Estrela de Cinema   | Indicado  | [ 88 ] |
| 2017 | Harry Styles               | Artista Masculino          | Venceu    | [ 88 ] |
| 2017 | Harry Styles               | Beleza Masculina           | Indicado  | [ 88 ] |
| 2017 | Harry Styles               | Artista do Rock            | Venceu    | [ 88 ] |
| 2017 | "Sign Of The Times"        | Canção: Artista Masculino  | Indicado  | [ 88 ] |
| 2017 | Harry Styles               | Ícone de Estilo            | Venceu    | [ 88 ] |
| 2017 | Harry Styles               | Artista Masculino do Verão | Indicado  | [ 88 ] |
| 2017 | Dunkirk                    | Ator de Cinema do Verão    | Indicado  | [ 88 ] |
| 2018 | Harry Styles               | Ícone de Estilo            | Venceu    | [ 89 ] |
| 2018 | Harry Styles: Live On Tour | Turnê de Verão             | Venceu    | [ 89 ] |

## TIFF Awards
O TIFF Tribute Awards é um prêmio anual, apresentado pelo Festival Internacional de Cinema de Toronto para homenagear conquistas distintas no cinema. Ao contrário dos prêmios regulares do festival, que são apresentados com base na votação do público ou do júri durante o festival, os TIFF Tribute Awards são apresentados a pessoas ou organizações selecionadas pelo conselho e anunciadas antes do festival.
| Ano  | Trabalho     | Categoria              | Resultado | Ref    |
| ---- | ------------ | ---------------------- | --------- | ------ |
| 2022 | My Policeman | Tribute Ensemble Award | Venceu    | [ 90 ] |